# Бромдиборан
Бро́мдибора́н (монобро́мбо́роэта́н, химическая формула — B2H5Br) — неорганическое бромпроизводное диборана.
При стандартных условиях, бромдиборан — это бесцветный газ, реагирующий с водой.

## Физические свойства
При стандартных условиях, бромдиборан представляет собой бесцветный неустойчивый газ.

## Химические свойства
1) Самопроизвольное разложение:
{\displaystyle {\mathsf {6B_{2}H_{5}Br\ {\xrightarrow {}}\ 5B_{2}H_{6}+2BBr_{3}}}}
2) Взаимодействие с водой:
{\displaystyle {\mathsf {B_{2}H_{5}Br+6H_{2}O\ {\xrightarrow {}}\ 2H_{3}BO_{3}+HBr+5H_{2}}}}
3) Взаимодействие с амальгамой натрия:
{\displaystyle {\mathsf {B_{2}H_{5}Br+Na\ {\xrightarrow {}}\ B_{4}H_{10}+2NaBr}}}

## Получение
1) Медленное взаимодействие избытка диборана с бромом:
{\displaystyle {\mathsf {B_{2}H_{6}+Br_{2}\ {\xrightarrow {\tau ,100^{o}C}}\ B_{2}H_{5}Br+HBr}}}
2) Взаимодействие диборана с бромоводородом в присутствии катализатора (бромида алюминия):
{\displaystyle {\mathsf {B_{2}H_{6}+HBr\ {\xrightarrow {90^{o}C,AlBr_{3}}}\ B_{2}H_{5}Br+H_{2}}}}